# Марко Дзоппо
Ма́рко Дзо́ппо (італ. Marco Zoppo; 1433, Ченто — 1478, Венеція) — італійський живописець.

## Біографія
Справжнє ім'я — Марко Руджері (прізвисько «Ло Дзоппо», тобто «кульгавий») художник отримав через свій фізичний дефект.
Народився в Ченто, що розташований посередині між Феррарою і Болоньєю. Перше документальне свідчення про художника датується 1452 роком у зв'язку з реставрацією дерев'яної статуї XIV століття «Мадонна з немовлям» у П'єве-ді-Ченто. В 1454 році навчався у Падуї в майстерні Франческо Скварчоне. Роботи раннього періоду написані в наслідуванні Скварчоне, а також відображають вплив інших падуанських майстрів, в першу чергу Донателло і Андреа Мантеньї (який, до речі, також був одним з учнів Скварчоне).

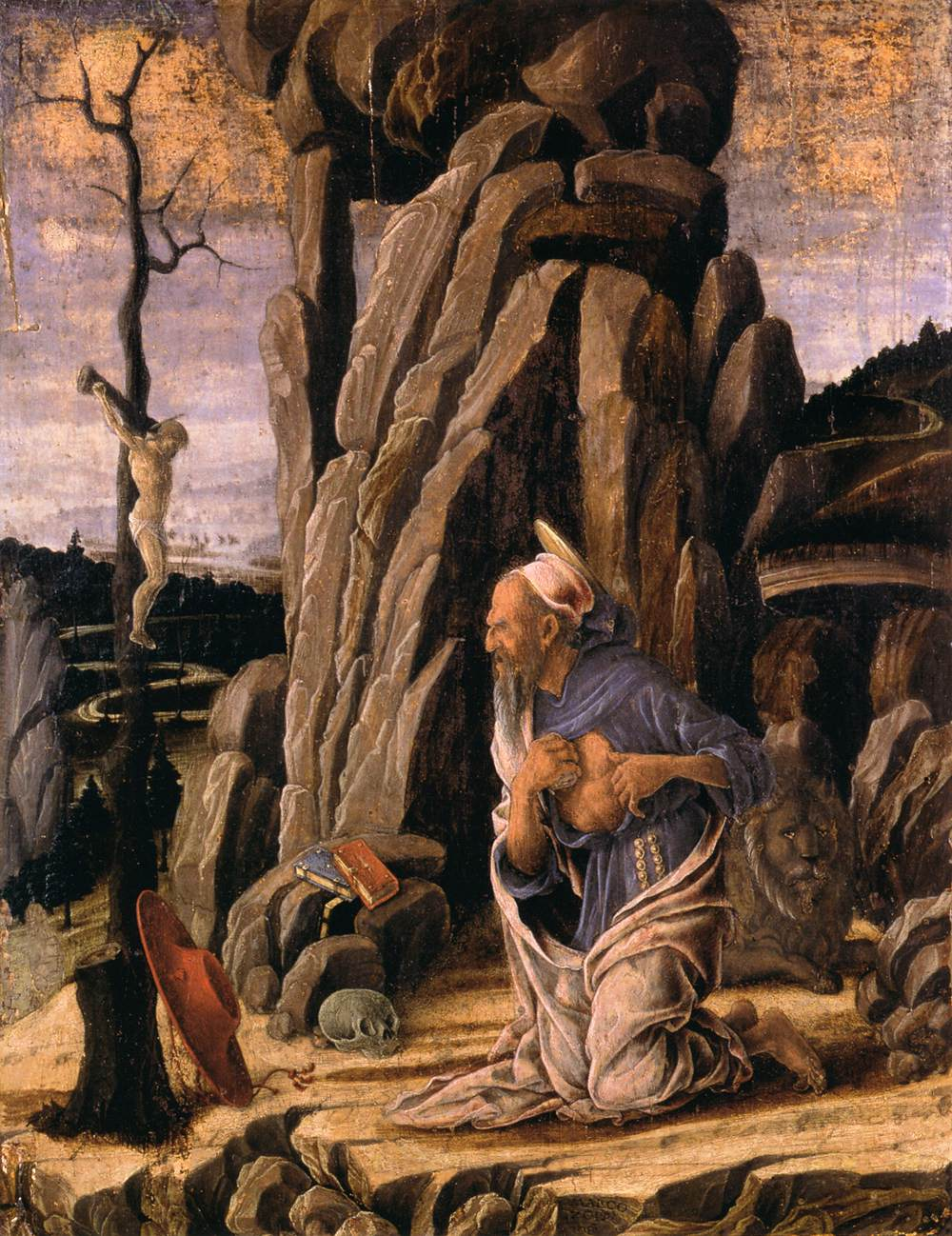
«Св. Ієронім», 1465—1466. Національна пінакотека, Болонья

В 1461—1462 роках працював у Болоньї і, ймовірно, у Феррарі. Його роботи цього періоду несуть у собі відбиток впливу живописної манери П'єро делла Франческа і Козімо Тура.
Близько 1466 року художник переїхав до Венеції. В роботах венеційського періоду помітний вплив Андреа дель Кастаньйо і Бартоломео Віваріні, а також живописної майстерні родини Белліні. Останні роботи Дзоппо вказують на його обізнаність із роботами Антонелло да Мессіна, який відвідав Венецію у 1474—1476 роках.
Дзоппо не створив свого індивідуального стилю: його творчість на всіх етапах була наслідувальна, але відрізнялась високою художньою якістю.
У 1471 році Дзоппо набув венеційського громадянства: це місто він не залишав до самої смерті у 1478 році.